# خورخي لويس غارسيا بيريز
خورخي لويس غارسيا بيريز هو ناشط حقوق الإنسان كوبي، ولد في 10 أكتوبر 1964.